# 丙醣
丙醣（Triose），又稱為三碳醣，是含有三个碳原子的一类單醣，共包含两个化合物：
- “丙醛糖”—甘油醛
- “丙酮糖”—二羟基丙酮

丙糖是细胞呼吸过程中的重要物质。
D-甘油醛：

二羟基丙酮：